# Páneion Óros
Páneion Óros är en kulle i Grekland.   Den ligger i prefekturen Nomós Attikís och regionen Attika, i den sydöstra delen av landet, 26 km sydost om huvudstaden Aten. Toppen på Páneion Óros är 616 meter över havet, eller 165 meter över den omgivande terrängen. Bredden vid basen är 2,1 km.
Terrängen runt Páneion Óros är kuperad österut, men västerut är den platt. En vik av havet är nära Páneion Óros åt sydväst.Runt Páneion Óros är det tätbefolkat, med 383 invånare per kvadratkilometer. Närmaste större samhälle är Glyfáda, 15,8 km väster om Páneion Óros. Trakten runt Páneion Óros består till största delen av jordbruksmark.